# 撒列哈·哈只
撒列哈·哈只（阿拉伯语：‎；？—？），埃及馬木留克蘇丹國巴赫里王朝最後一位統治者，前蘇丹阿什拉夫·沙班之子，1381年至1382年短暫在位。

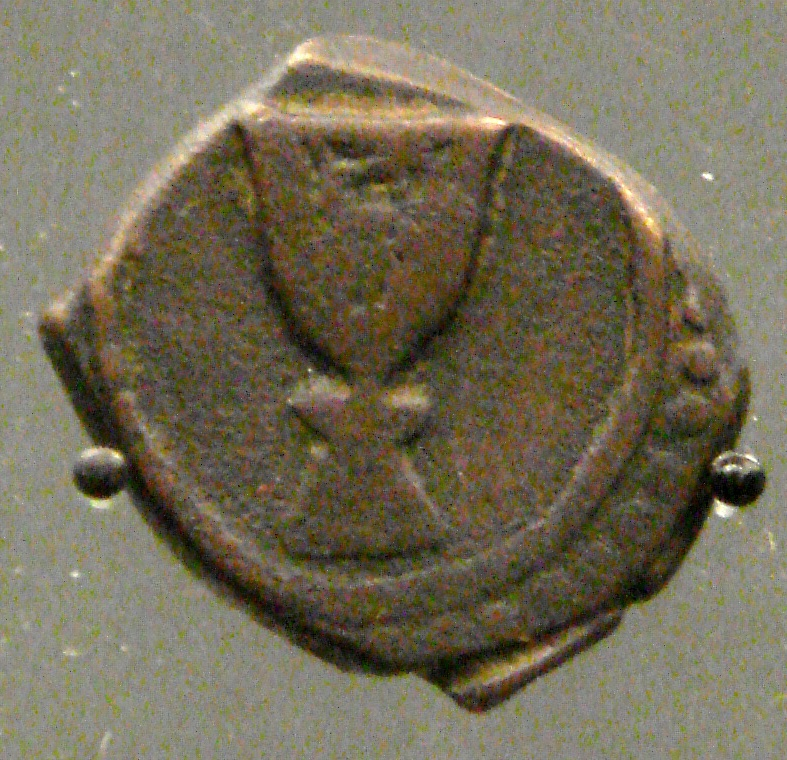
撒列哈·哈只的銅幣

撒列哈·哈只在兄長曼蘇爾·阿里二世去世後即位。他即位時只是個孩子，真正的權力掌握在切爾克斯人首領巴爾庫克手中。1382年巴爾庫克將他廢黜自行登基，建立布爾吉王朝。